# 為美好的世界獻上祝福！
《為美好的世界獻上祝福！》是曉夏目撰寫、三嶋黑音繪製插畫的日本輕小說作品，由角川文庫於2013年10月出版發行，簡稱「素晴」（Konosuba）。正體中文版由台灣角川發行。
原本是喜歡閱讀異世界主題網路小說的作者以筆名「自宅警備兵」發表在網站《成為小說家吧》上的異世界奇幻小說（即WEB版，已完结）。文庫版第2集出版後，WEB版被作者刪除。
2014年9月9日開始在富士見書房《月刊Dragon Age》上連載渡真仁作畫的漫畫版。

## 故事簡介
佐藤和真在某次意外中死亡。負責管理日本意外死亡青少年的水之女神阿克婭表示，某個異世界正受到魔王軍肆虐、人口大量減少，假如和真願意轉生到該世界，他便可以受到保留記憶、並帶走一樣額外的神裝或技能的優待。與此同時，阿克婭不斷嘲笑和真在原世界的頹廢與丟臉的死法。於是和真受不了阿克婭的冷嘲熱諷，在轉生前選擇不帶走任何神裝而帶走阿克婭——負責接替阿克婭的女神表示，唯有打倒魔王，才會讓阿克婭回到原本的職位。
在和真被當成冒險者送到異世界後，與明明是水之女神卻只精進於宴會才藝的阿克婭、每日限定一發爆裂魔法的紅魔族少女惠惠、攻擊命中率0％防禦力卻高到異常且被打反而會高潮的抖M波霸美女十字騎士達克妮絲這些各種各樣的角色結伴，過著在異世界為獲得安定生活而努力的日常，但基本上故事沒有一個是正常人。
然而這是一個相當瘋狂且超乎現代一般人常識的異世界，雖然背景設定極似和真熟悉的RPG遊戲，但裏頭從動植物、怪物、惡魔到冒險者們都具有各自的「強烈」特性，讓原本想循一般冒險者晉級模式在新手城鎮平淡過日子的和真一開始就相當辛苦。偏偏身邊這些個性特別的夥伴惹出許多事端，一度讓和真陷入背負龐大債務又被懷疑是魔王軍人馬而論罪的險境，好在每次都有驚無險又意外不斷地度過難關。
之後在解決阿爾達普逼婚達克妮絲的風波後，稍顯成熟了點的和真一行開始踏出新手城鎮，先後在紅魔之里、貝爾澤古王都和埃爾羅得王國經歷「不可思議」的冒險，又陰錯陽差間打倒了許多魔王軍幹部，最終成功打倒魔王。和真在對抗魔王的戰役中與後者同歸於盡，但受益於擊敗魔王獲得的獎勵，得以再度重生於異世界，故事以和真一行仍持續在異世界活躍作結。

## 世界觀與設定
故事的舞台是魔法、怪物和魔王實際存在的標準設定中，有會飛的蔬菜、田裡摘的秋刀魚、森林裡的野生章魚等新奇古怪東西的類中世紀奇幻世界。
因為發達的是魔法而不是科技，所以這個世界的發展較偏向於奇幻類。不過，經由從日本死後轉生到這個世界的冒險者們大多數都保有前世記憶，他們所帶來的異世界文明也使得這個世界的科技有些微成長。

### 貝爾澤古王國
愛麗絲公主所屬王國，也是佐藤和真等一行人的居住地。貝爾澤古王國是唯一和魔王軍領土接壤的國家，也造成若貝爾澤古王國失守淪陷，將會連帶導致其他軍事實力普通的小國遭受池魚之殃的局面，因此周邊國家都會定期增派有一定實力的菁英部隊增援。經濟實力方面由於該國疏於經商，也導致國家經濟條件不佳，開國初期欠錢時，王族經常到其他國家幫忙打怪收錢。
阿克塞爾（Axel）
位於貝爾澤古王國境內，許多新手冒險者一開始重生的城鎮，阿克婭與佐藤和真初次到這個世界時就是轉生在此地。
阿克塞爾的女性冒險者和公會職員找不到對象已經是阿克塞爾七大怪異現象之一。
治安非常好但奇怪的人非常多結果很多事大家經常都見怪不怪。
阿克塞爾的祭司們幾乎都是些賺錢至上的家夥，像埋葬了一堆窮人的公共墓地，別說祭禱，他們連靠近都不想靠近。維茲能夠聽見在現世徘徊的靈魂說話的聲音。這個公共墓地的靈魂很多都因爲沒有錢，就連像樣的喪禮都沒人幫忙辦，所以無法回歸天國，每天晚上都在墓園遊蕩。所以維茲會定期來到這裏，送那些想回歸天國的孩子們一程。
阿爾坎雷堤亞（Alcanretia）
位於貝爾澤古王國境內，由阿克西斯教徒所經營的溫泉城鎮，從阿克塞爾搭乘馬車到阿爾坎雷堤亞需時兩天。
這裏也曾經和魔王的爪牙開戰過，但是在那次戰鬥之後，他們就不曾接近過這裏，連個魔王的魔字都沒再出現。一說。是因爲這個城鎮居住著許多祭司，對于魔王軍而言是個相當不好對付的地方；二說，是因爲這個城鎮有水之女神，阿克娅女神的眷顧；再說，因爲這個城鎮住著大量的阿克西斯教徒，所以就連魔王軍的成員也都不想和他們扯上半點關係。
由於阿克婭淨化遭魔王軍幹部污染的溫泉，使得溫泉轉變成為具有治癒與撒在不死怪物身上還能發揮聖水的功效。
紅魔之里
自阿爾坎雷堤亞步行至紅魔之里需時二天，共乘馬車並沒有到紅魔之里。據說通往那裏的路程相當危險，紅魔之里的附近被高等怪物包圍，就連商隊也不會走。更何況，紅魔族的人們能靠瞬間移動魔法自由往來各個城鎮。所以，商隊也沒必要特地冒著危險前往那裏了。
紅魔之里有數個觀光據點，分別是：
紅魔之里入口處的獅鷲像
是用石化魔法將誤入鄉裏的獅鷲變成石頭後做成的。由於很帥氣所以就當做觀光景點留下來了，現在主要是用作約會碰頭的地方。
貓耳神社
紅魔之里神社的御神體，是貓耳死庫水少女的公仔。
石中劍
這把劍是鐵匠大叔爲了吸引遊客做的。它被施了拔劍的人數到第一萬人的時候才能被拔出來的魔法，現在挑戰者才百人左右。拔劍前先要給鐵匠大叔交「挑戰費」，而且一人只有一次挑戰機會。
許願池
有個古老的傳說，如果獻上斧頭或是硬幣等貢品，就能召喚掌管金銀的女神。鐵匠大叔定期去搜刮池底，把硬幣和鐵器搜刮回去廢物利用成武器或是防具。
謎之設施
以前還有「封印邪神之墓碑」和「封印無名女神之地」等景點，因爲發生了一些事情，這兩者的封印都被解開了。
「搞不好會毀滅世界的禁忌兵器」的地下設施，也就是紅魔之里的地下倉庫，開啟地下設施的封印方法是輸入「科樂美秘技」。地下倉庫裡面存放著由機動要塞毀滅者發明人開發的「魔術師殺手」，以及一堆電視遊樂器與GAME BOY。
山頂上的展望台
那裏有超強力的望遠魔道具，連魔王城都能看到，最有人氣的監視點是魔王之女兒的房間。
魔神之丘
戀人專屬的浪漫景點，傳說如果是在這個山丘上告白並結成情侶的人，會被魔神的詛咒禁錮，永遠不能分手。
大眾浴場「混浴溫泉」
村裏的觀光客專用設施之一，來到這裏的旅客肯定會去那個澡堂一次。據佐藤和真表示，既不是混浴，也不是溫泉。
魅魔內衣酒店
既沒有魅魔，也沒有光穿著內衣的店員。
貝爾澤古王都
王國首都，經常受到魔王軍攻擊。
貝爾澤古王都要塞
距王都兩天徒步路程，路途中間有溫泉休息站。要塞規模不下於王都，在與邪神沃芭克激戰中外牆幾乎被爆裂魔法打垮。
基爾的地下城
在阿克賽爾附近，由大魔法師基爾所建立，是一個新手取向的地下城。

### 其他國家
諾伊士王國
製造出機動要塞毀滅者的魔導技術大國，但在機動要塞毀滅者失控暴走時滅亡。
埃爾羅得王國
靠著賭博事業崛起的國家。騎士團很脆弱，所以他們向貝爾澤古王國提供的是資金援助而不是兵員，軍備費用的大多都是這個國家出的。
據身為宰相的魔王軍諜報部隊隊長拉格克萊夫所述，這個國家有嚴重的財政赤字和龐大的債務。對此坐視不管，每日享樂的貴族和王族，都在坐吃開國國王賭博掙來的財産，將國家逼到了即將毀滅的地步。扭轉了這種局面的正是拉格克萊夫 。
魔王城
有非常強力之結界守護，結界由八位魔王軍幹部維持著，若不打倒八位魔王軍幹部則結界不會開啟。
世界最大的地下城
現在是有名的觀光景點，維茲經常在那裏採購魔法物品。

### 冒險者相關
異世界人
幾乎都是擁有神裝的年輕日本轉生者，討伐魔王軍的主力之一。從第六，七卷可得知有不少人存在。
冒險者
負責討伐棲息在城鎮之外的怪物，也就是討伐那些危害人民之物的人。話雖如此，其實基本上和萬事通沒什麽兩樣。
冒險者當中有各種職業。只有冒險者才可在冒險者公會接任務。由普通人登記成為冒險者，登記費為每位一千艾莉絲。
大約一個月工作報酬十萬到二十萬。
職業
冒險者現在的職業種類，基本職為冒險者，有等級差之分。各類能力上升後，可轉成更上級職業，習得更多技巧。目前已知者如下︰
冒險者
可以說是整合了所有的職業的一種初期職業。冒險者能夠學習、使用所有職業的技能，不過需要其他職業懂該技能者教授學習才可得到該技能。相對的，學習技能時需要大量的點數，又沒有職業加成，所以就算使用同樣的技能，還是比不上正規的職業。算是所謂樣樣通、樣樣鬆，被稱為是全職業中的最弱職業。
目前該職業登記者為佐藤和真等人。
劍士
劍術大師
擁有最強的攻擊力，目前該職業登記者為御劍響夜等人。
戰士
目前該職業登記者為克蕾梅雅等人。
槍兵
騎士
盧恩騎士
龍騎士
達斯特曾是該職業登記者，因綁架事件而除籍。
十字騎士
擁有最強的防禦力，目前該職業登記者為達克妮絲、泰勒等人。
魔法師
目前該職業登記者為琳恩、蕾茵等人。
大魔法師
目前該職業登記者為惠惠、芸芸、維茲、基爾等人。
祭司
目前該職業登記者為賽希莉等人。
大祭司
目前該職業登記者為阿克婭、傑斯塔等人。
弓兵
目前該職業登記者為奇斯等人。
盜賊
目前該職業登記者為克莉絲、菲歐等人。
冒險者卡片
冒險者的身分証明書兼技能管理，顯示冒險者的職業、各類能力、等級、技能、殺怪數等，主用於習得新技能。
在獲得新技能的同時，只要進行操作就能看到之後能學到的技能有哪些；唯一例外的是基本職「冒險者」，只能看到所能使用的技能。
經驗值
這個世界上的各種事物，體內都藏有靈魂。無論是什麽樣的存在，只要食用或是殺掉了生物，就可以吸收該存在的靈魂之記憶的一部分，也就是通稱爲「經驗值」的東西。
經驗值，一般來說並非肉眼能夠看見的東西。不過只要持有冒險者卡，冒險者所吸收的經驗值就會顯示在上面。
技能
每種職業、每個人能夠學會的技能都有其限制。比方說，怕水的人在學習結冰或是水屬性的技能時，會用上比一般人更多的點數，最壞的狀況就是連學都沒有辦法學。然後，爆炸系的魔法是複合屬性，學習這種魔法需要對火系和風系的魔法具備深厚的知識才行。也就是說，既然是能夠學會爆炸系魔法的人，應該更能夠輕易學會其他屬性的魔法才對。
冒險者的技能，有等級差之分。等級越高，技能的破壞力、技能能力及成功率越高。
作為初期職業的冒險者，其技能的學習方法，首先親眼看過技能，再請使用者教你使用方法。如此一來，卡片上就會出現「目前可學習技能」這個項目，只要使用點數選擇該項目就可以完成學習了。其餘的職業則不需要如此麻煩的習得方式。
技能點
所謂的技能點數，是就職時能夠得到的點數，用途是學習技能。越優秀的人一開始能夠得到的點數越多，只要分配技能點數就可以學會各式各樣的技能。
技能點數只有在等級上升時或使用稀有的藥水時才能獲得。
冒險者公會
收集怪物的詳細情報，探查魔王軍的動向，培養教育新人冒險者，做怪獸的交易，從國家和居民手中籌集資源款項，對怪物的數量種類進行管理，防止因特定怪獸被過多捕獵而導致的有害怪獸泛濫，以及由此引發的農作物被害。最多的工作，要屬給這個城裏的冒險者擦屁股。

## 特定名詞

### 神器
由女神給予轉生來的異世界人，每人一項神器，異世界人一旦死亡，則由女神負責回收。
魔劍格拉墨
由御劍響夜持有，曾被佐藤和真奪走後賣掉。只有御劍響夜可以發揮效果，其他人持有就是一般的劍。
換身項鍊
阿爾普達將其送給王國第一王子，後由愛麗絲公主配戴。原持有人可永久交換，一般人會變成有時間限制的交換，但善加運用的話甚至可以得到永恒的生命。要是自己的身體開始衰老，只要和年輕又健康的人交換身體，再殺掉對方就可以了。
魔物使役神器
阿爾達普持有，外型是個圓型的石頭，是能夠隨機召喚魔物並使喚它們的外掛道具，而且不需要付出任何報酬或代價。但是一般人使用此神器，在召喚出怪物之後想隨意控制時會變成需要報酬或代價。阿爾達普消失後被艾莉絲女神回收並封印，之後藏在多頭水蛇的棲息的湖底。多頭水蛇被消滅掉之後為恢復環境，公會委託阿克婭去淨化水質，阿克婭一邊淨化水質一邊撿石頭要拿來賣，結果就把神器給撿走了。艾莉絲女神發現該湖區附近已經有人開始居住，便要前往湖底回收神器卻找不到，以為又被拿來召喚怪物。
聖鎧埃癸斯
貴族安岱因收藏。這個世界上最堅硬的，爲穿戴之人帶來勝利的神器。是個會說話，會自主行動，而且很好色的鎧甲。各種魔法攻擊與技能均對其無效，且無法分解，要穿著聖鎧需念咒文才可穿著。聖鎧與聖盾成套，但目前只找到聖鎧。
原本艾莉絲女神要把埃癸斯交給御劍響夜，但埃癸斯嫌御劍響夜只是靠一把魔劍打天下，沒甚麼實力，所以離家出走跑到紅魔之里性騷擾酒館女店員。族長第三關試練時協助芸芸通過試練。
聖盾伊吉斯
聖鎧與聖盾成套，但目前只找到聖鎧。
什麼咖哩棒
愛麗絲公主持有的聖劍，但是沒有把劍的名字記清楚。
持有者能免疫異常狀態和詛咒的神器。愛麗絲覺得劍鞘很美麗而向父王撒嬌後獲贈。
佐藤和真在愛麗絲公主使用此劍聽聞什麼咖哩棒之名時，斷定此劍就是在地球家喻戶曉的超有名聖劍－王者之劍Excalibur（聖剣エクスカリバー），在想起過去惠惠曾惡作劇用筆在和真的小腹上把和真的「重要部位」命名為聖劍 Excalibur這段黑暗記憶之同時，並有「這種東西不交給前線奮戰的勇者，而是公主殿下真的沒問題嗎？」之感嘆。

### 佐藤和真在異世界再製的現代道具
暖桌
使用注入魔力後會發熱的礦石製作。
氣球
實際上是沒辦法做得很薄又不容易破的保險套。
炸藥
用紙、遇到沖擊就會爆炸的魔法藥水、吸水性高又易燃的，某種植物腐敗後形成的特殊土壤組合在一起的簡易炸藥；爆炸威力大概只到炸裂魔法。第一次試作品被惠惠丟掉，一個縮小品被佐藤和真拿來炸傷邪神沃芭克。（类似硝化棉和硅藻炸药的制作形式）
打火機
簡易型態的打火機。佐藤和真從王都寶庫裡偷出來的書，被達克妮絲與克莉絲用打火機燒了。
氣泡紙
焦油樹的植物的樹汁和史萊姆的消化液混合而成，可以做出類似半乾的塑膠的材料。將空氣吹進類似塑膠的原料裏面，就可以做出類似氣泡紙的防撞墊。第一次試作品被惠惠當出氣筒捏爆了。
沙袋
縫合皮革，並填入砂土製成，放在地板上用的立式沙袋，是非常適合用來發洩壓力的用具。第一次試作品被惠惠用武士刀啾啾丸割爛了。
炒麵
由於阿庫西斯教團在祭典中剛開始的生意太慘淡，所以佐藤和真製作炒麵來拉抬阿庫西斯教團生意。

### 維茲魔道具店的商品
能實現願望的項圈
動畫原創(動畫第1季第11話)，標簽著能實現願望，實為一旦戴上在實現願望之前也不能脫下、並會隨時間流逝不斷縮緊的項圈，一開始被芸芸看上，但被和真撿起來戴上，還命令眾女主角們做很過分的事，最後和真以希望被治癒的願望解開之後被眾女主角們強制再度戴上並制裁而死。
能成為朋友的水晶球
動畫原創(動畫第2季第2話)，只要灌輸魔力就能看見灌輸魔力者過去的水晶球，但只能看見灌輸魔力者羞恥的過去，藉由暴露羞恥的過去讓彼此理解而成為朋友。最後被惠惠毀掉並要芸芸賠償。
盜賊裝飾
只要帶在身上誰都能使用(盜取)的能力，但需要消耗大量魔力也只有盜賊職業才能用。
以魔法壓縮的簡易廁所
只要打開箱子即可立刻組裝完成，配備的是沖水馬桶，甚至具有能夠在使用時保護隱私的音效。缺點是，掩蓋如廁聲的音效太大，容易引來怪物。同時制造水的裝置也太過強大，附近會嚴重淹水，原本維茲打算進貨拿來賣，但被巴尼爾拒絕還用巴尼爾式殺人光線把維茲搞到透明。
只要打開就會爆炸的魔藥
一瓶只要三萬艾莉絲，拿著這種魔藥到銀行去，在行員面前揚言要打開，就可以得到一大筆錢。
青蛙殺手
看起來像是跳來跳去的發條玩具，只要放在那裏巨型蟾蜍就會去吃，然後封入了炸裂魔法的那個魔道具就會把整隻青蛙炸掉。魔道具的價格是二十萬艾莉絲，但是討伐巨型蟾蜍的報酬加上青蛙肉的收購價是一隻二萬五千艾莉絲。
麻痺效果強化藥水
可麻痺敵人，但自己也會被麻痺。
女神高湯
由於阿克婭出主意炒地皮，讓維茲魔道具店陷入嚴重赤字，為填補赤字，佐藤和真出主意讓阿克婭泡在水桶裡，利用阿克婭長時間觸碰水的話還可以把水變成聖水的能力，製造出對不死族怪物效果拔群的聖水後再拿出來賣。
空調
只要往裏面注入魔力就能讓室溫下降。但是這個魔道具制作出來之後保質期只有半年。
驅趕不死怪物的魔道具
只要打開盒蓋，就會冒出讓不死怪物不敢接近的神氣，持續時效長達半天。缺點是價格昂貴，一個就要一百萬艾莉絲，而且用完就沒了。不過功效可是十分出色，維茲打開盒子之後就再也無法從內場出來，足見其性能之高。
吸引怪物的魔藥
服用型的魔藥，飲用之後，不只怪物，就連鎮上的人、父母、同伴都會開始憎恨並攻擊自己，毫無例外。
咒縛魔法提升魔藥
咒縛魔法用的魔藥，具有提升魔法影響範圍的作用。所以，對敵人使用魔法時會讓自己也一起動彈不得。
泥沼魔法提升魔藥
泥沼魔法也同樣能夠擴大影響範圍，用了之後施術者也會溺死。
巴尼爾人偶
製作時塞了巴尼爾之面具的碎片，害怕巴尼爾的惡靈就不會接近。雖然半夜會發出笑聲，但功效超群。
量產型巴尼爾面具
這在月夜戴上這個，即可得到神秘的惡魔力量帶來的魔力提升、促進血液循環、肌膚散發光澤，以及狀態絕佳等功效。
巴尼爾面具EX
外傳漫畫《開趴嘍！2》原創，戴上之後，可以將裝備者的『個性』提升數倍的面具。達克妮絲戴上後被虐程度增加，惠惠戴上後腦袋有問題的程度增加，和真戴上後幸運值能力增加（還用Steal偷走達克妮絲的全套衣服，達克妮絲穿回之後還扁了和真一頓），阿克婭則是智力增加（但阿克婭的智力是0，所以等於沒有），被阿克婭以惡魔的道具丟出後被芸芸撿到，芸芸則是利用面具蓋出超高的撲克牌塔，但最後被巴尼爾收回，芸芸的撲克牌塔當場全毀，巴尼爾還被眾女主角大罵他是惡魔。
爆炸項鏈
這是在戴上的人身負瀕死的重傷時，會燃燒該人僅剩的生命而爆炸的項鏈。據說設計概念是「希望能夠在最後一刻，賭上性命保護重要的人」的樣子。但是這個東西的威力過于強大，不只可以炸死敵人，連應該保護的重要之人也會一起被炸飛。
洩露思考的魔道具
外型是一頂帽子，是基於可以實現跟怪物和動物對話的理念開發的，甚至連靈體都可以對話。
魔晶石結晶
用來提供與結晶品質相應的魔法所需的魔力的物件，不僅價格高昂而且還是一次性。
封印了強力雷擊的球
其威力足以讓兇惡的魔物昏厥，但缺點是不用雙手捧住就不會發動，而且釋放出的雷擊不是往前射出，而是只會落在正下方。

### 物品
阿克婭的羽衣
能夠抵禦各種狀態異常，具備強大的耐久力，還施加了各式各樣的魔法在上面，這件羽衣算是身爲女神的證據。
每天在換成睡衣之後，阿克婭都用旅店的水桶裝清水洗滌她的羽衣，佐藤和真也曾經在曬稻草的地方看過她把羽衣和準備給馬吃的稻草晾在一起。
因為阿克婭每次冷起來就偷燒和真轉生過來時穿的運動外套，和真為了報復，也搶了阿克婭的羽衣。
阿克婭的法杖
比阿克婭略高，上端是一朵花，發動魔法時上端的花會開放(動畫第一季第2、10集)，平常拿來當曬衣桿(動畫第二季ED)。
惠惠的法杖
以瑪納礦石製作；瑪納礦石是一種稀有金屬，據說那具有特殊性質，製作法杖時加進去，就可以提升魔法的威力。
消臭藥水
這是專門應付嗅覺敏銳的怪物用的道具，可以在冒險者公會買的到。
熱水器
靠魔力驅動，這種魔道具所需的魔力並不算多，普通人也能夠使用。但或許是因爲要消耗魔力吧，使用後會感到有點疲倦，不過這種程度的代價也是無可奈何的事。
識破謊言的鈴鐺
經常使用在訊問室以及法庭上的，能夠識破謊言的魔道具，只要發言者的話語之中含有謊言就會響。但是如果發言者堅信自己不是在說謊，則就算是謊言鈴鐺也不會響。阿克婭要說謊且讓鈴鐺會響的話，就必須要說出完全對不起自己良心的謊言，否則神聖光輝會壓過說謊的邪惡氣息。
啾啾丸
和真以武士刀外型為基礎，請鐵匠鍛造出的佩刀，被惠惠強行命名為啾啾丸。
在手遊美好世界FD中，和真嘗試用阿克塞爾之心和芸芸送的消除武器命名藥水改名，但又被惠惠強行命名回去而失敗。
亞達曼礦石
硬度極高的礦石，號稱只有爆裂魔法才能摧毀，達克妮絲的鎧甲是含有少量亞達曼礦石的特別訂製品。
拘束繩
盜賊系使出拘束功能時所使用的繩子。討伐多頭水蛇時使用的是鋼纜，佐藤和真訂做連靈體都可以拘束的秘銀繩索，而且用此繩索將達克妮絲拘束起來，讓達克妮絲獲得大滿足。
結界破壞器
原本只有魔族在使用的魔道具，不過紅魔族的人們好像開始販賣這種結界破壞器了。。
瓊脂史萊姆
加工前外觀是普通的白色粉末；加工後因爲容易下咽和QQ彈彈的口感，在老人小孩之間人氣頗高的食物。由於食品的特性有很多人會不好好咀嚼就往下吞，所以每年都會有人被噎死，據說這是嫁進門的太太最愛送給丈母娘的東西。
以前在阿爾坎雷提亞，發生過魔王軍用瓊脂史萊姆進行的無差別恐怖襲擊，那是將城裡的溫泉全都變成瓊脂史萊姆的恐怖行徑。在那以後，國家就說魔王軍將瓊脂史萊姆混入溫泉肯定有什麽理由，瓊脂史萊姆必定有著什麽險惡的副作用，于是就展開了研究；最後就下達了在確認瓊脂史萊姆的安全性之前禁止食用的法令。
護身符
這是紅魔族傳統帶有魔法意義的護身符。要把擁有強大魔力的人的頭髮放進這個護身符裏，然後把這個交給同伴。是類似心理安慰意義的東西。
開膛手瞎克的愛刀
那是藉由消耗魔力來砍東西的妖刀。持有者的魔力越強，那把刀砍起東西來就越鋒利，但是那把刀的刀刃好像完全砍不了生物。瞎克之所以能夠只砍碎衣服，好像就是因爲這樣。
阿克賽爾公會裏只有惠惠有足夠魔力砍東西，但是在眾人吹捧下拿著妖刀對付巨型蟾蜍的結果，就是被巨型蟾蜍一口吞了。
王家的龍車
本來該有車輪的地方什麽都沒有，而且拉車的也不是馬，而是奔跑蜥蜴。念咒語之後可讓龍車離地漂浮十公分，這樣奔跑蜥蜴拉車就沒有阻力，速度可以非常的快。
小小的貴族宅邸
使用前是一個可以單手拿起的四角形物體，往外一丟就會迅速形成一座貴族宅邸。連停放龍車的小屋都配備好，建在既沒有上水道也沒有下水道的空地上的宅子，一擰水龍頭卻能出水。是國家持有的最高級魔道具之一，還附有祛除怪物的結界，攜帶也很方便的。

### 生物
魔王軍
在各地作惡多端（?）及打擊冒險者的邪惡（?）軍團。
巨型蟾蜍
它們巨大的身體比牛還大，一進入繁殖期就會想要爲了産卵而補充體力，因此出現在食糧較多的人類聚落，一口吞掉農家飼養的山羊。事實上，每年到了這種蟾蜍的繁殖期，聚落的小孩和農家的人也經常失蹤。而那厚實的脂肪，能夠抵擋打擊類的攻擊。它們討厭金屬，所以只要裝備夠齊全就不會遭到捕食。順道一提，它們的肉質雖然偏硬，但味道淡薄而清爽，是一種相當受到喜愛的食材。一只蟾蜍的收購價格，扣掉搬送服務的費用，有五千艾莉絲。
高麗菜
這個世界的高麗菜會飛（有幾隻含混入萵苣）。據說，一旦味道開始濃縮、進入採收的時期，它們因爲不甘輕易被吃掉，就會奔馳過城鎮與草原，橫越大陸、遠渡重洋，最後在不爲人知的秘境內地悄悄斷氣，不被任何東西吃掉。
不死族
不死族是一種違反神之常理的怪物。神的力量在它們身上全都會産生相反的作用。對它們使用恢複魔法，它們的身體就會崩解。
不死騎士
那是比僵屍再高上一個階級的怪物，儘管是破爛的铠甲，但裝備著防具的他們，對於新手冒險者而言已經足以構成威脅了。。
原本貝爾迪亞命令不死騎士屠殺阿克賽爾，結果不死騎士通通去追著阿克婭跑由於有魔王加護的神聖攻擊也是無效。
巫妖
和主流不死怪物吸血鬼並稱，是不死族的最上級。將魔法修練至爐火純青的大魔法師，藉由魔道之奧義舍棄了人類的身體，成爲人稱無生之王的不死者之王。和那些因爲強烈的遺憾和怨恨而自然變成不死者的怪物不同，是憑著自己的意志扭轉了自然的定理，而成了敵對于神的存在。除了施加過魔法的武器之外，物理攻擊對巫妖都無法産生作用，而且以吸取對方的魔力、生命力的「Drain Touch」爲首，巫妖具備的特殊能力可以在攻擊的同時，在目標身上引發各種異常狀態、下毒和麻痹、睡眠及詛咒。目前已知巫妖有維茲、基爾和在某個森林深處的某個宅邸長眠的巫妖三位。
殘暴短吻鳄
居住於汙濁的湖水，淨化湖水的話自然會轉移棲息地。就大小來說，大概和地球上的鳄魚的平均尺寸差不了多少；不過，畢竟是怪物，和地球上的鳄魚還是有點不同。
雪精
這種怪物並不會對人類造成什麽危害，但相傳每打倒一只雪精，春天就會提早半天來臨。
冬將軍
雪精之主，穿著厚重的白色日式甲胄，配上同樣雪白、作工細膩的陣羽織。原本並沒有特定的形體，是在接收了遇見精靈的人們無意識中想像出來的模樣，進而照樣實體化。也就是說，從日本來到這個世界的某個笨蛋，因爲說到冬天就想到冬將軍，才冒出了這個家夥。由於魔法防禦非常高，所有魔法幾乎對他起不了作用。
哥布林
單一只的力量並不算強，但他們基本上是集體行動，而且還會使用武器。屬於野生的亞人種，動作敏捷，體型偏小卻很凶暴，還會攻擊人類和家畜。
初學者殺手
是貓科的猛獸，體型甚至超越老虎和獅子的那個家夥，全身長滿了黑色的體毛，嘴裏伸出像劍齒虎般的兩根長牙。喜歡在對於新進冒險者而言特別好賺、比較弱小的怪物，像是哥布林或狗頭人的附近遊蕩，並藉機狩獵弱小的冒險者。也就是說，他會以哥布林爲餌，引誘冒險者上鈎。而且他會定期追趕哥布林群，不讓他們定居，藉此改變狩獵地點，是一種狡猾的高危險度怪物。肉食性的初學者殺手眼睛是黃色的，但也有非常罕見的草食性初學者殺手，其眼睛是紅色的，喜歡吃桐樹果實。
地城擬態怪
雖然無法走動，但是可以將身體的一部分擬態爲寶箱或金錢，捕食走到他身上的生物。有時候他還會將身體的一部分擬態成人類，捕食那些會攻擊冒險者的怪物。
尼祿依德
喝的時候會變成汽水的謎之生物，喝下去後會有唰唰的口感，抓到尼祿依德的時候它還會「喵」地叫一聲。據說喜歡陰暗的地方，有各種各樣的衍生品種。
夏天的蜜柑
夏天的蜜柑得裝在籠子裡，因為要是稍微大意一點，夏天的蜜柑就會往人眼裏噴汁水。在這個季節，眼睛被蜜柑汁命中而倒地翻滾的人數不勝數。
奔跑蜥蜴
是一種雙足步行的草食性蜥蜴，看起來像是將傘蜥蜴塗成綠色再放大的雙足步行爬蟲類。這種怪物平常並沒有什麽危險性，但只要稱作奔跑公主的大型母蜥蜴一出生，奔跑蜥蜴就會立刻變成非常棘手的生物。在奔跑公主的率領之下，奔跑蜥蜴會逐漸聚集成群，然後爲了和奔跑公主配成一對，成群的蜥蜴就會開始比賽。而它們的比賽方式是跑步。它們會以雙足步行的方式，發揮驚人的速度奔跑。而且，它們不是和同族並肩奔跑比拼彼此的實力，而是挑戰腳程很快的其他種族生物，並肩奔跑，進而超越對手。然後，超越最多對手的一隻，才能得以和奔跑公主配對，成爲率領蜥蜴群的奔跑王者。平時溫馴的奔跑蜥蜴，要是爲了賽跑，無論對手是馬還是龍，都會毫不畏懼地踢下去，然後直接逃跑。奔跑蜥蜴的踢腿非常犀利，要是踢中要害，可不是骨折就能了事的樣子。
跳高鷹鸢
鷹與鸢之間，進行異種交配而誕生的鳥類之王，長了老鷹的頭，骨架如同鴕鳥的那種鳥，速度比馬還要快，體型比牛還要大。明明是鳥類，那種怪物卻不會飛，反而具備驚人的腳力，得以高速沖刺。一旦找到獵物就會直接縱身一躍飛撲過去，是一種非常危險的怪物。進入繁殖期時，這種鳥的雄鳥爲了吸引雌鳥的注意，會透過稱作試膽競速的求愛行動，比看看誰最勇敢。它們會找上撞到肯定非死即傷的堅硬物體撲過去，是一種相當奇特的求愛行動。其中因爲刹車不及，一頭撞上硬物而喪命的情況也是屢見不鮮。
半獸人
以雙腳站立的怪物。繁殖能力很強，一年到頭都是發情期。幾乎能夠和所有人形生物交配，被這些家夥逮到的話，下場會非常淒慘。公的半獸人老早以前就絕種了。現在即使偶爾生下的雄性也會被雌性們玩弄，在成年前就會被榨幹而死。因此現存的半獸人都是混血再混血，兼備各種族優秀基因的怪物，已經不能當成半獸人來看待了。現在說到半獸人，就是會抓住闖進它們地盤的不同種族的雄性並帶回聚落，再盡淩辱之能事的怪物，可說是男性的天敵，在原作中，和真他們因為出現在女半獸人面前，和真還差點被半獸人奪走他的童貞而得到心靈創傷。
安樂少女
這種植物型怪物並不會造成物理性的危害，但是會對路過的旅人做出激發強烈保護欲的行動，將旅人吸引到自己身邊。她的誘惑非常難以抵抗，一旦動了心，就會被囚禁到死亡爲止。一旦被絆住之後，這種柽物就會輕輕貼到旅人身邊，難以剝除。然後，照理來說旅人在感到饑餓時會想要離開現場，但這種怪物最危險的地方，就是會摘下長在自己身上的果實，分給旅人食用。這種果實非常美味，也能夠果腹……然而，其實這種怪物的果實幾乎沒營養成份，無論吃多少都只會讓人逐漸消瘦。旅人看見少女摘下自己的果實交給自己，更會受到良心的苛責，最後甚至不再進食，因營養不良而亡。安樂少女的果實當中含有造成神經異常的成分，持續食用將導致傅遞饑餓、睡意、痛覺等身體危險的訊號遭到阻斷。因此，受囚禁者將在少女的陪伴之下，處于半睡半醒的狀態，並昏昏沈沈地衰弱而死。由於年老的冒險者爲了尋求安穩的死法而前往這種怪物的棲息地的事例層出不窮，這種怪物才得到了「安樂少女」之名。之後，安樂少女會在死去的旅人身上紮根，以屍體爲養分。但本身沒有甚麼戰鬥力一般人都可以擊殺。
多頭水蛇
長著八個頭，八岐大蛇一樣的怪物。是住在阿克塞爾附近的山裏，平時都處于沈睡中的大額懸賞怪物。這家夥耗盡了體內積蓄的魔力後就會在湖底沈眠，開始從周邊的大地中吸取魔力。陷入沈睡的多頭水蛇需要近十年來再次積蓄魔力。多頭水蛇會使用魔力再生失去的頭，要打倒它，就必須用巨大到讓它無法再生的超強火力一舉炸飛，或者是讓它無數次負傷並對頭進行再生，在它耗盡魔力的時候給它致命傷。
蟬
異世界的蟬，與現實世界的蟬有很大的不同。第一，日本的蟬壽命大概是一周，但是這邊這種充滿了生命力與魔力的蟬能長壽到一個月左右。第二，蟬的音量非常大。恐怕是有日本的蟬的數倍大。第三，蟬晚上也照樣狂叫不止。因此，到了這個時節，男性冒險者會抛下一切瑣事優先參加大規模討伐。
凱詩柏莎
稱爲雪精的亞種的白色毛球狀，可飄浮在空中且無害的精靈。要是過度欺負它們的話，統領它們的大精靈就會來襲擊。
山賊
被譽爲比大蔥鴨還要珍稀的人形怪物。
世道艱難，身在這個到處是怪物的世界裏，居住在連堅固的城牆都沒有的城市外面以山賊爲職是異想天開。那也是當然的，能有在棲息著許多怪物的環境中生存的戰鬥能力的話，比起不知何時能等來獵物的山賊一職，正經地當個冒險者能賺得更多的，也能住得安穩。因此山賊被視為毫無效率的職業。
屍龍
變成不死族的龍，雖然龍族最拿手的吐息技能已經沒了，可是因爲不死化以後身體限制解除，它的物理攻擊可是能比生前的龍還要強大。
飛龍
飛龍可是凶暴的肉食性怪物。惠惠接到土木工程的工頭與冒險者公會的委託，要把一塊擋路的大石炸了，但那塊大石頭上有幼小飛龍的巢，原本惠惠不忍下手，一聽到會得到屠龍者的稱號就把大石頭跟飛龍的巢一起給炸了。
極樂河豚
被稱作河豚之王，雖然比起其他河豚來毒素要強上一個檔次，但這可是被美食家們讚爲「如果能吃上這個死了也無所謂」的絕品。
大蔥鴨
無攻擊力，但經驗值卻很高的生物，光吃大蔥鴨就可以升等級。惠惠被帶去參觀埃爾羅得王國王都的大蔥鴨養殖場，結果用爆裂魔法把大蔥鴨全給轟殺了。
黃金龍
佔據著埃爾羅得王國的金礦，龍的雜食是出了名的，恐怕是吃了金礦才會有這樣的膚色。在衆多龍種之中收購價格最高的龍，吃了它的肉能連長很多級，血能做稀有的魔藥，也是技能升級藥的素材，恐怕堅硬的角和鱗都能制作成最高價的寶具，這毫無疑問是座寶山。
白虎
因為皮毛漂亮、速度快，以及罕見而被懸賞2億艾莉絲的虎形魔物。因為聽起來比較弱而被稱為白毛虎。
寶島
像島一般巨大的龜形魔物，因長年在地底生存，所以殼上充滿了稀有礦物。之所以經常在阿克塞爾外停下是為了讓冒險者幫忙清理背上的礦石。礦石隱藏著似態礦物怪

### 魔法與技能

#### 初級魔法
不存在殺傷力的低實用性魔法，消耗技能1點，大部分的魔法師會直接學習中級魔法。
Create Water
水屬性魔法，能製造出純水。
Freeze
水屬性魔法，可使水結冰。
Tinder
火屬性魔法，能代替打火機的點火魔法。
Create Earth
土屬性魔法，可以創造土壤。
Wind Breath
風屬性魔法，可捲起陣風，配合Create Earth使用能使對方眼睛進沙。

#### 中級魔法
消耗技能10點
Create Earth Golem
土屬性補助魔法，製造土魔像並進行操縱。
Wind Curtain
風屬性防禦魔法，製造風幕使攻擊偏向。
Blade of Wind
風屬性攻擊魔法，對目標施以風刃攻擊。
Lightning
雷屬性攻擊魔法，對目標施以落雷攻擊。
Fire Ball
火屬性攻擊魔法，對目標施以火球攻擊。

#### 上級魔法
Light of Saber
光屬性攻擊魔法，將光匯聚於手臂上形成手刀，以揮動方式進行長距離劈砍攻擊，是紅魔族愛用的魔法。
Energy Ignition
火屬性攻擊魔法，能使目標從體內開始起火燃燒。芸芸為了救惠惠避免被巨型蟾蜍吃掉時曾使用過。
Inferno
火屬性攻擊魔法，使攻擊範圍內形成火海的最高級火焰魔法。
Bottomless Swamp
製造巨大沼澤使目標沉入其中。維茲在前往阿爾坎雷蒂亞途中為擺脫跳高鷹鳶時，與芸芸為了從半獸人手中救出佐藤和真時曾使用過。
Cursed Crystal Prison
水屬性攻擊魔法，能對目標使用極強力的冰凍。維茲在對漢斯時曾使用過。
Lightning Strike
雷屬性攻擊魔法，對目標施以強力落雷攻擊。
Cursed Lightning
雷屬性攻擊魔法，對目標施以黑色的落雷攻擊。
Tornado
風屬性攻擊魔法，對目標施以致命的龍捲風。

#### 神聖魔法
祭司與大祭司職業所使用的聖屬性魔法。
Heal
治癒魔法，能治癒目標身上的負傷以及中毒(例如吃了極樂河豚)，但對疾病無效。
Resurrection
復活魔法，能使剛死不久的人復活，但對因疾病而死亡者無效。
Sacred Break Spell
解咒魔法，能解除被施於目標上的詛咒。阿克婭曾用此招解除貝爾迪亞下在達克妮絲的死咒，以及馬克士威爾下在達克妮絲父親的死咒。
Sacred Spell Break
解咒魔法，能解除被施於目標上的魔法與技能。阿克婭曾用此招解除機動要塞毀滅者的結界，以及在王宮中解除綁在達克妮絲身上的繩索。
Turn Undead
亡靈淨化魔法，以強烈光芒籠罩目標，能淨化不死族。
Sacred Turn Undead
大祭司所使用的高級亡靈淨化魔法，以直達天際的強烈光柱籠罩目標，能淨化上位不死族或造成致命傷害。阿克婭以此招淨化貝爾迪亞與基爾。
Sacred Exorcism
驅魔魔法，以聖潔的火焰燃燒目標，對惡魔能造成強力的攻擊，對人類無害。
Sacred Highness Exorcism
大祭司所使用的高級驅魔魔法，以直達天際的聖光燃燒目標，對惡魔能造成致命的傷害。
Force Fire
阿克婭在吸引奔跑蜥蜴時使用過，一個可以吸引怪物的招式。
Sacred Shell
大祭司所使用的高級封印魔法，需要有觸媒才可以使用。

#### 其他魔法
Purification
淨化魔法，可以淨化受汙染的水源。
Blessing
阿克婭所使用的祝福魔法，可暫時提升被施法者之運氣，而效果在每個人身上各有不同。
Sacred Create Water
阿克婭所使用的儀式魔法，能召喚洪水規模的水之魔法。
Versatile Entertainer
支援魔法，能使目標對象變成才藝高手。
Teleport
補助魔法，對單一或複數目標施以瞬間移動的魔法。
Ankle Snare
對目標施以拘束腳踝的魔法，惠惠的媽媽曾對惠惠使用過。
Sleep
對目標施以睡眠的魔法，惠惠的媽媽曾對達克妮絲和飄三郎使用過。
炸裂魔法
這種魔法的威力足以炸碎岩層，在國家推動公共工程時經常請會使用這個魔法的魔法師幫忙。話雖如此，想學會這招，所需的技能點數就足以匹敵上級魔法。所以，除非想當土木方面的國家公務員，不然還是別學這個魔法。
爆炸魔法
這原本是傳說中的大法師最擅長的魔法。在爆炸魔法的連射之下，對上他的怪物們都毫無抵抗之力地被一一葬送了。但是，這個魔法每一發所需消耗的魔力都非同小可。一般的魔法師頂多只能使用幾次吧。即使對自己的魔力再怎麽有自信，學這招也不太實用。
爆裂魔法
不但花費的技能點數多到不行，就算真的存到點數，好不容易學會了，那一招的消耗魔力之高，就連擁有相當程度魔力的人都很有可能連一次都發不出去。就算成功發招了，其驚人的威力不只是解決掉怪物而已，甚至還會改變周圍的地形。要是在地城裏發招，會造成地城本身整個倒塌，而施展魔法時發出的巨大爆炸聲響，更是會引來周遭的怪物。因此被視為搞笑魔法。爆裂魔法是惠惠唯一會而且最喜歡的招式。除了惠惠以外能使用此招式的還有維茲與邪神沃芭克時以及在和魔王一對一戰鬥時和真在窮途未路時用技能點學習了來和魔王同歸於盡。
黑暗詛咒
地獄公爵巴尼爾使用之魔法。在當冒險者公會接待時對鬧事之男性冒險者施術，被施術之男性冒險者胯下的「東西」就會消失掉，但一個月之後就會回復，如果去義務勞動的話詛咒持續時間會縮短。

#### 職業技能
Steal
盜賊技能，隨機竊盜目標身上持有的物品，但和真從克莉絲學到之後常常用來偷女生的內褲和胸罩。
潛伏
盜賊技能，能隱藏氣息悄悄行進。地城裏多半都有不死者，而他們會以活人的生命力爲目標接近而來。也就是說，潛伏技能對不死系怪物不管用。
感應敵人
盜賊技能，能感知附近的敵人。
感應陷阱
盜賊技能，能感知附近的陷阱。
解除陷阱
盜賊技能，能對發現的陷阱進行解除。
逃走
盜賊技能，大幅提高迴避能力與逃跑速度的技能。
Bind
盜賊技能，能以繩子使目標受到拘束。
Skill Bind
盜賊技能，將目標正在使用的魔法或技能無效化。克莉絲闖進王宮時使用過。
Wire Trap
是一捆金屬製的細絲，無數的鋼絲飛射出去之後，在接觸到走廊的牆壁的同時緊緊繃住，變得像鐵絲網張開的鋼絲有如蜘蛛網般綿密。就算是再怎麽嬌小的人，也很難鑽過這樣的鋼絲網吧。克莉絲闖進王宮時使用過。
狙擊
弓手技能，大幅提高箭矢的飛行距離與命中精準度。
千里眼
弓手技能，即使位於漆黑的環境中仍具備夜視的能力。
單手劍
戰士技能，能提升單手劍術與命中率。
雙手劍
戰士技能，能提升雙手劍術與命中率。
誘餌
十字騎士技能，能吸引複數目標怪物。

#### 其他技能
神光拳
滿懷女神憤怒與悲傷的必殺之拳，是阿克婭以赤手空拳施展的攻擊，不過對巨型蟾蜍無效。不過動畫版中阿克婭曾用來對付魔王軍幹部巨大劇毒變異種史萊姆漢斯，有一定效果。
神之輓歌
女神用愛與悲傷編織的鎮魂之歌，是阿克婭手持法杖進行的攻擊，不過還沒打到就被巨型蟾蜍一口吞了，但是在動畫版中阿克婭拿來對付魔王軍幹部巨大劇毒變異種史萊姆漢斯，效果超群，成功消滅漢斯，其淨化威力強大到順帶連整個阿爾坎雷堤雅全部的溫泉都一瞬間淨化為聖水。
花鳥風月
阿克婭所使用的宴會才藝技能，只有表演用途。
死亡宣告
無頭騎士所使用的技能，受詛咒的目標會在一定時間內死亡。
Drain Touch
巫妖所使用的技能，能吸取目標的體力及魔力並可分配給其他人使用，和真從維茲學到之後在動畫用來對付惠惠，但也導致吸過頭讓惠惠無法使用魔法。
料理
調理食材與食物並製成料理的技能。
鍛造
可以保養維護、修理鎧甲的技能。
讀唇術
即使聽不見聲音仍能以目視方式得知交談內容的技能。
Exterion
只有持有聖劍的貝爾澤古王國王室成員能夠使出，愛麗絲在前往埃爾羅得王國途中，以及在埃爾羅得王國訓練場經常用這招一劍就消滅怪物。
Sacred Lightning blare
只有持有聖劍的貝爾澤古王國王室成員能夠使出，愛麗絲在埃爾羅得王國訓練場用這招一劍就消滅成群的魔像。
Sacred Explode
只有持有聖劍的貝爾澤古王國王室成員能夠使出，愛麗絲在埃爾羅得王國用這招一劍就消滅黃金龍。

### 其他
機動要塞毀滅者
據說和冬將軍一樣，都是不知道哪個具備作弊性能的日本人隨便取的名字，但聽說見過毀滅者的人，都認爲這個名字很貼切。原本是魔道技術大國「諾伊士」建造來對抗魔王軍的兵器，因為負責人（聲優：長 (日本配音員)）在設計紙上打死一隻蜘蛛而被當成是設計圖，因此外觀上呈現出類似蜘蛛的外型，後來因為來自日本的製造負責人亂搞而暴走。擁有堅硬的外表和強大的魔抗結界保護著，據稱經過之處除阿克西斯教徒之外其餘寸草不生。在阿克塞爾前被和真及眾多冒險者摧毀。
很受小孩子欢迎，人气很高。和真以机动要塞毁灭者形象制作出的打火机也大受欢迎。
日冕礦石
機動要塞毀滅者的動力來源，被維茲以隨機傳送方式傳送到阿爾達普宅邸中，把阿爾達普的宅邸給炸了，並讓佐藤和真背上叛國罪名。
魔術師殺手
由機動要塞毀滅者發明人開發，原要以臘腸狗作為外型的犬型兵器，因為繪畫技術太差反而成為蛇型兵器，魔法攻擊對其完全無效。不過因為沒有備用電池無法繼續使用，雖然把紅魔族嚇得不輕，但還是把他封存在紅魔之里並嚴加看守，預計日後當合成獸材料，紅魔村事件的發生就是跟該物有關，此兵器被魔王軍幹部席薇亞吸收後大肆破壞村子，之後被和真以超電磁砲一擊摧毀（事實上是米米在和真喊台詞到一半之時替他扣下板機）。
電磁加速砲 / 超電磁砲
紅魔族人拜託機動要塞毀滅者發明人開發，足以對抗「魔術師殺手」的武器。外觀像是一把特大號步槍，使用方式是吸收大量魔法壓縮之後打出去，是一種將魔法力量轉換成物理力量的武器。雖然命名為電磁炮，但實際上並沒有用到相關技術，之所以這樣命名單純是因為很帥氣。由於開發者認為打個幾發就報廢了，不實用，所以被衣服店老闆拿去當曬衣桿，直到紅魔村事件爆發後才正式重出江湖，並意外性吸收了惠惠的爆裂魔法補充巨大的魔力能量後，一發摧毀魔術師殺手，但因爆裂魔法巨大浮誇的魔力而使該武器直接報廢。
爆殺魔人蘑菇忍
機動要塞毀滅者發明人為了要保護紅魔之里而製作之機械人，具有自我修復、高速隱身，以及使用炸裂魔法的能力，平時在紅魔之里的外山區活動。不會攻擊紅魔族，但是因為製作者對於轉生而來的日本人都組成後宮團隊大感不滿，故設定優先攻擊黑髮黑眼的日本人。被惠惠用爆裂魔法炸了。
下流同人誌
外傳漫畫《開趴嘍！1》原創，一名來傳阿克西斯教的人來詢問阿克婭要不要信阿克西斯教，表示現在入教還送一本《阿克婭女神很下流的本》。（艾莉絲教其實也遭殃，也有一本《艾莉絲女神很下流的本》，其共通點就是都被女神本尊看到。）

## 出版書籍

### 輕小說
部分副標題戲仿一些知名動畫或輕小說作品。
- 《為美好的世界獻上祝福！》

| 集數   | 日文標題 | 中文標題                    | 角川書店                    | 角川書店                                                | 台灣角川                     | 台灣角川                                           |
| 集數   | 日文標題 | 中文標題                    | 發售日期                    | ISBN                                                    | 發售日期                     | ISBN／EAN                                          |
| ------ | -------- | --------------------------- | --------------------------- | ------------------------------------------------------- | ---------------------------- | -------------------------------------------------- |
| 1      |          | 啊啊，沒用的女神大人        | 2013年10月1日               | ISBN 978-4-04-101020-4                                  | 2014年7月18日                | ISBN 978-986-366-039-2                             |
| 2      |          | 中二病也想當魔女！          | 2013年12月1日               | ISBN 978-4-04-101110-2                                  | 2014年11月15日               | ISBN 978-986-366-221-1                             |
| 3      |          | 妳被召喚囉，達克妮絲小姐。  | 2014年2月28日               | ISBN 978-4-04-101242-0                                  | 2015年1月10日                | ISBN 978-986-366-303-4                             |
| 4      |          | 廢柴四重奏                  | 2014年4月26日               | ISBN 978-4-04-101570-4                                  | 2015年4月24日                | ISBN 978-986-366-469-7                             |
| 5      |          | 爆裂紅魔Let's & Go！        | 2014年8月30日               | ISBN 978-4-04-101571-1                                  | 2015年10月16日 2015年10月3日 | ISBN 978-986-366-707-0 EAN 4715109129717（限定版） |
| 6      |          | 六花的王女                  | 2015年2月28日               | ISBN 978-4-04-102267-2                                  | 2016年3月4日 2016年2月10日   | ISBN 978-986-366-907-4 EAN 4712961070386（限定版） |
| 7      |          | 億千萬的新娘                | 2015年9月1日                | ISBN 978-4-04-103539-9                                  | 2016年8月11日 2016年8月25日  | ISBN 978-986-473-225-8 EAN 4712961072946（限定版） |
| 8      |          | 阿克西斯教團 VS. 艾莉絲教團 | 2016年1月1日                | ISBN 978-4-04-103540-5                                  | 2016年9月22日                | ISBN 978-986-473-291-3                             |
| 9      |          | 紅之宿命                    | 2016年6月30日 2016年6月22日 | ISBN 978-4-04-103954-0 ISBN 978-4-04-103953-3（限定版） | 2017年3月20日 2017年3月9日   | ISBN 978-986-473-561-7 EAN 4712961075374（限定版） |
| 10     |          | 賭博大亂鬥！                | 2016年11月1日               | ISBN 978-4-04-104992-1                                  | 2017年6月7日                 | ISBN 978-986-473-721-5                             |
| 11     |          | 大魔法師的妹妹              | 2017年5月1日                | ISBN 978-4-04-104993-8                                  | 2017年12月13日               | ISBN 978-957-853-125-3                             |
| 12     |          | 女騎士的搖籃曲              | 2017年8月1日 2017年7月24日  | ISBN 978-4-04-104994-5 ISBN 978-4-04-105005-7（限定版） | 2018年8月16日                | ISBN 978-957-564-294-5                             |
| 13     |          | 給巫妖的挑戰書              | 2017年12月1日               | ISBN 978-4-04-106109-1                                  | 2019年1月21日                | ISBN 978-957-564-674-5                             |
| 14     |          | 紅魔的考驗                  | 2018年7月1日                | ISBN 978-4-04-1061114-1                                 | 2019年8月1日                 | ISBN 978-957-743-077-9 EAN 4713510133514（特裝版） |
| 15     |          | 邪教症候群                  | 2018年11月1日               | ISBN 978-4-04-107554-8                                  | 2019年12月16日               | ISBN 978-957-743-438-8 EAN 4713510134399（特裝版） |
| 16     |          | 落跑女神Go Home！           | 2019年8月1日                | ISBN 978-4-04-108520-2                                  | 2020年7月30日                | ISBN 978-957-743-875-1 EAN 4713510136294（特裝版） |
| 短編集 |          | 繞道而行！                  | 2020年1月1日                | ISBN 978-4-04-108521-9                                  | 2021年1月15日                | ISBN 978-986-524-170-4                             |
| 17     |          | 為冒險者們獻上祝福！        | 2020年5月1日                | ISBN 978-4-04-109543-0                                  | 2021年2月4日                 | ISBN 978-986-524-171-1                             |
| 短編集 |          | 繞道而行第二次！            | 2020年11月1日               | ISBN 978-4-04-109851-6                                  | 2021年8月4日                 | ISBN 978-986-524-718-8                             |
| 短編集 |          | 繞道而行第三次！            | 2023年9月29日               | ISBN 978-4-04-114186-1                                  | 2024年4月17日                | ISBN 978-626-378-853-4                             |

- 外傳《為美好的世界獻上爆焰！》

| 集數                       | 日文標題               | 中文標題               | 角川書店               | 角川書店                                                | 台灣角川                    | 台灣角川                                              |
| 集數                       | 日文標題               | 中文標題               | 發售日期               | ISBN                                                    | 發售日期                    | ISBN                                                  |
| 為美好的世界獻上爆焰！     | 為美好的世界獻上爆焰！ | 為美好的世界獻上爆焰！ | 為美好的世界獻上爆焰！ | 為美好的世界獻上爆焰！                                  | 為美好的世界獻上爆焰！      | 為美好的世界獻上爆焰！                                |
| -------------------------- | ---------------------- | ---------------------- | ---------------------- | ------------------------------------------------------- | --------------------------- | ----------------------------------------------------- |
| 1                          |                        | 惠惠的回合             | 2014年7月1日           | ISBN 978-4-04-101866-8                                  | 2015年7月8日                | ISBN 978-986-366-593-9                                |
| 2                          |                        | 芸芸的回合             | 2014年12月1日          | ISBN 978-4-04-102438-6                                  | 2015年11月25日              | ISBN 978-986-366-803-9                                |
| 3                          |                        | 兩人合力最強！的回合   | 2015年6月1日           | ISBN 978-4-04-103100-1 ISBN 978-4-04-103101-8（限定版） | 2016年6月16日               | ISBN 978-986-473-129-9                                |
| 續・為美好的世界獻上爆焰！ |                        |                        |                        |                                                         |                             |                                                       |
| 1                          |                        | 吾等乃惠惠盜賊團       | 2016年12月28日         | ISBN 978-4-04-104991-4                                  | 2017年8月24日 2017年8月10日 | ISBN 978-986-473-779-6 EAN 471-2961-07627-2（特裝版） |
| 2                          |                        | 任性鬼剋星             | 2019年3月1日           | ISBN 978-4-04-107555-5                                  | 2020年1月31日               | ISBN 978-957-743-513-2                                |

- 外傳《找面具惡魔指點迷津！》

| 集數 | 角川書店     | 角川書店               | 台灣角川       | 台灣角川               |
| 集數 | 發售日期     | ISBN                   | 發售日期       | ISBN                   |
| ---- | ------------ | ---------------------- | -------------- | ---------------------- |
| 1    | 2016年4月1日 | ISBN 978-4-04-104293-9 | 2016年12月12日 | ISBN 978-986-473-420-7 |

- 外傳《為美好的世界獻上祝福！EXTRA 讓笨蛋登上舞台吧！》

| 集數 | 日文標題 | 中文標題                 | 角川書店      | 角川書店                                                | 台灣角川       | 台灣角川               |
| 集數 | 日文標題 | 中文標題                 | 發售日期      | ISBN                                                    | 發售日期       | ISBN                   |
| ---- | -------- | ------------------------ | ------------- | ------------------------------------------------------- | -------------- | ---------------------- |
| 1    |          | 最美好的名配角           | 2017年8月1日  | ISBN 978-4-04-105816-9                                  | 2018年8月16日  | ISBN 978-957-564-305-8 |
| 2    |          | 後宮的天空               | 2017年12月1日 | ISBN 978-4-04-105817-6                                  | 2019年2月26日  | ISBN 978-957-564-735-3 |
| 3    |          | 為心懷美夢的公主獻上星空 | 2018年7月1日  | ISBN 978-4-04-106522-8                                  | 2019年8月1日   | ISBN 978-957-743-089-2 |
| 4    |          | 逢賭必輸的賭城風雲       | 2018年11月1日 | ISBN 978-4-04-106523-5 ISBN 978-4-04-107245-5（特裝版） | 2020年1月31日  | ISBN 978-957-743-500-2 |
| 5    |          | 與白龍締結盟約           | 2019年8月1日  | ISBN 978-4-04-108250-8                                  | 2020年8月5日   | ISBN 978-957-743-931-4 |
| 6    |          | 對妳許下騎士的誓言       | 2020年1月1日  | ISBN 978-4-04-108251-5                                  | 2020年12月21日 | ISBN 978-986-524-129-2 |
| 7    |          | 被龍所愛的笨蛋           | 2020年5月1日  | ISBN 978-4-04-108252-2                                  | 2021年5月19日  | ISBN 978-986-524-413-2 |

- 《為美好的世界獻上祝福！TRPG》

| 集數 | 角川書店      | 角川書店               |
| 集數 | 發售日期      | ISBN                   |
| ---- | ------------- | ---------------------- |
| 1    | 2019年3月20日 | ISBN 978-4-04-072996-1 |

- 《為美好的世界獻上祝福！Fanstastic Days》

| 集數 | 角川書店     | 角川書店               | 台灣角川      | 台灣角川               |
| 集數 | 發售日期     | ISBN                   | 發售日期      | ISBN                   |
| ---- | ------------ | ---------------------- | ------------- | ---------------------- |
| 1    | 2022年3月1日 | ISBN 978-4-04-112436-9 | 2023年6月21日 | ISBN 978-6-26-352537-5 |

### 漫畫版
| 集數 | KADOKAWA      | KADOKAWA               | 東立出版社     | 東立出版社             |
| 集數 | 發售日期      | ISBN                   | 發售日期       | ISBN                   |
| ---- | ------------- | ---------------------- | -------------- | ---------------------- |
| 1    | 2015年4月9日  | ISBN 978-4-04-070539-2 | 2016年3月3日   | ISBN 978-986-470-084-4 |
| 2    | 2015年12月5日 | ISBN 978-4-04-070782-2 | 2016年7月29日  | ISBN 978-986-470-085-1 |
| 3    | 2016年3月9日  | ISBN 978-4-04-070834-8 | 2017年4月27日  | ISBN 978-986-470-236-7 |
| 4    | 2016年9月9日  | ISBN 978-4-04-072019-7 | 2017年7月28日  | ISBN 978-986-482-221-8 |
| 5    | 2017年3月9日  | ISBN 978-4-04-072212-2 | 2018年10月12日 | ISBN 978-986-482-997-2 |
| 6    | 2017年9月8日  | ISBN 978-4-04-072433-1 | 2019年6月4日   | ISBN 978-986-486-879-7 |
| 7    | 2018年3月9日  | ISBN 978-4-04-072628-1 | 2020年11月19日 | ISBN 978-957-26-2452-4 |
| 8    | 2018年9月7日  | ISBN 978-4-04-072881-0 | 2021年11月8日  | ISBN 978-957-26-3529-2 |
| 9    | 2019年4月9日  | ISBN 978-4-04-073139-1 | 2022年4月28日  | ISBN 978-957-26-3530-8 |
| 10   | 2019年8月9日  | ISBN 978-4-04-073293-0 | 2023年8月28日  | ISBN 978-957-26-4405-8 |
| 11   | 2020年4月9日  | ISBN 978-4-04-073616-7 | 2024年2月5日   | ISBN 978-626-360-301-1 |
| 12   | 2020年10月9日 | ISBN 978-4-04-073834-5 |                |                        |
| 13   | 2021年5月8日  | ISBN 978-4-04-074047-8 |                |                        |
| 14   | 2021年10月8日 | ISBN 978-4-04-074273-1 |                |                        |
| 15   | 2022年5月9日  | ISBN 978-4-04-074529-9 |                |                        |
| 16   | 2022年11月8日 | ISBN 978-4-04-074751-4 |                |                        |
| 17   | 2023年7月7日  | ISBN 978-4-04-075045-3 |                |                        |
| 18   | 2023年11月9日 | ISBN 978-4-04-075198-6 |                |                        |
| 19   | 2024年6月7日  | ISBN 978-4-04-075479-6 |                |                        |
| 20   | 2024年12月9日 | ISBN 978-4-04-075710-0 |                |                        |
| 21   | 2025年7月9日  | ISBN 978-4-04-076003-2 |                |                        |

- 外傳《為美好的世界獻上爆焰！漫畫版 惠惠外傳》（全5卷、續全4卷）

| 集數                       | 角川書店               | 角川書店               | 尖端出版               | 尖端出版               |
| 集數                       | 發售日期               | ISBN                   | 發售日期               | ISBN                   |
| 為美好的世界獻上爆焰！     | 為美好的世界獻上爆焰！ | 為美好的世界獻上爆焰！ | 為美好的世界獻上爆焰！ | 為美好的世界獻上爆焰！ |
| -------------------------- | ---------------------- | ---------------------- | ---------------------- | ---------------------- |
| 1                          | 2016年12月23日         | ISBN 978-4-04-068595-3 | 2017年10月20日         | ISBN 978-957-107-759-8 |
| 2                          | 2017年1月23日          | ISBN 978-4-04-068818-3 | 2017年10月20日         | ISBN 978-957-107-760-4 |
| 3                          | 2017年5月23日          | ISBN 978-4-04-069195-4 | 2017年12月18日         | ISBN 978-957-107-904-2 |
| 4                          | 2017年9月23日          | ISBN 978-4-04-069437-5 | 2018年1月19日          | ISBN 978-957-107-962-2 |
| 5                          | 2018年1月23日          | ISBN 978-4-04-069628-7 | 2018年7月6日           | ISBN 978-957-108-149-6 |
| 續・為美好的世界獻上爆焰！ |                        |                        |                        |                        |
| 1                          | 2018年8月23日          | ISBN 978-4-04-069986-8 | 2023年6月20日          | ISBN 978-626-356-788-7 |
| 2                          | 2019年2月23日          | ISBN 978-4-04-065490-4 |                        |                        |
| 3                          | 2019年9月20日          | ISBN 978-4-04-064022-8 |                        |                        |
| 4                          | 2020年7月20日          | ISBN 978-4-04-064741-8 |                        |                        |

- 《為美好的世界獻上祝福！開趴嘍》（全2卷）

| 集數 | 角川書店      | 角川書店               | 台灣角川      | 台灣角川               |
| 集數 | 發售日期      | ISBN                   | 發售日期      | ISBN                   |
| ---- | ------------- | ---------------------- | ------------- | ---------------------- |
| 1    | 2017年1月14日 | ISBN 978-4-04-734416-7 | 2018年4月9日  | ISBN 978-957-564-167-2 |
| 2    | 2017年6月15日 | ISBN 978-4-04-734653-6 | 2018年12月6日 | ISBN 978-957-564-642-4 |

- 《為美好的世界獻上日常！》（全3卷）

| 集數 | 角川書店       | 角川書店               | 尖端出版       | 尖端出版               |
| 集數 | 發售日期       | ISBN                   | 發售日期       | ISBN                   |
| ---- | -------------- | ---------------------- | -------------- | ---------------------- |
| 1    | 2017年3月23日  | ISBN 978-4-04-069119-0 | 2017年10月20日 | ISBN 978-957-107-758-1 |
| 2    | 2017年10月23日 | ISBN 978-4-04-069481-8 | 2018年3月27日  | ISBN 978-957-108-059-8 |
| 3    | 2019年11月22日 | ISBN 978-4-04-064136-2 |                |                        |

- 外傳《為美好的世界獻上祝福！EXTRA 讓笨蛋登上舞台吧！》

| 集數 | 角川書店       | 角川書店               |
| 集數 | 發售日期       | ISBN                   |
| ---- | -------------- | ---------------------- |
| 1    | 2018年11月26日 | ISBN 978-4-04-107286-8 |
| 2    | 2020年4月25日  | ISBN 978-4-04-109038-1 |

- 外傳《找面具惡魔指點迷津！》（全2卷）

| 集數 | 角川書店      | 角川書店               |
| 集數 | 發售日期      | ISBN                   |
| ---- | ------------- | ---------------------- |
| 1    | 2018年8月23日 | ISBN 978-4-04-069987-5 |
| 2    | 2019年2月23日 | ISBN 978-4-04-065491-1 |

### 漫畫選集
| 標題           | 角川書店       | 角川書店               | 台灣角川       | 台灣角川               |
| 標題           | 發售日期       | ISBN                   | 發售日期       | ISBN                   |
| -------------- | -------------- | ---------------------- | -------------- | ---------------------- |
| 惠惠短篇漫畫集 | 2016年12月23日 | ISBN 978-4-04-068735-3 | 2017年12月20日 | ISBN 978-957-853-157-4 |
| 漫畫選集       | 2017年1月7日   | ISBN 978-4-04-072022-7 |                |                        |

### 畫集
| 標題 | 發售日期     | ISBN                   | 特典ss                 |
| ---- | ------------ | ---------------------- | ---------------------- |
|      | 2017年2月1日 | ISBN 978-4-04-105006-4 | 『「我が名は－－！」』 |
|      | 2022年2月1日 | ISBN 978-4-04-111506-0 |                        |

### 廣播劇CD
| 標題 | 發售日期      | 規格編號                                  |
| ---- | ------------- | ----------------------------------------- |
|      | 2015年3月1日  | TORA-00121（初回盤） TORA-00130（通常盤） |
|      | 2016年3月23日 | COCX-39472                                |
|      | 2016年3月23日 | COCX-39473                                |
|      | 2016年3月25日 | GCA-0068                                  |
|      | 2017年3月22日 | COCX-39904                                |

## 遊戲

### 電腦遊戲
為美好的世界獻上祝福！in the life
TV動畫第一季的BD&DVD第1卷限定版附贈特典，是一款使用RPG Maker VX Ace製作的角色扮演遊戲。
為美好的世界獻上祝福！復活的貝爾迪亞
TV動畫第二季的BD&DVD第1卷限定版附贈特典，是一款由Team Ladybug負責製作的2D橫向卷軸動作遊戲。

### 遊戲機遊戲
為美好的世界獻上祝福！ -為強欲的遊戲獻上審判！-
由MAGES./5pb.開發的冒險遊戲，2017年9月7日於PlayStation 4與PlayStation Vita發售，2017年12月於日本DMM平台推出Windows版。
片頭曲「Million Smile」
作詞、作曲、編曲：園田智也，主唱：Machico
片尾曲「101匹目の羊」
作詞、作曲、編曲：佐藤良成，主唱：阿克婭（雨宮天）、惠惠（高橋李依）、達克妮絲（茅野愛衣）
為美好的世界獻上祝福！～希望迷宮與聚集的冒險者們～
由ENTERGRAM開發的3D迷宮探索RPG，2019年6月27日於PlayStation 4與PlayStation Vita發售。
2020年8月27日於PlayStation 4與Nintendo Switch發售改良與追加新要素的版本《為美好的世界獻上祝福！～希望迷宮與聚集的冒險者們～Plus》。
片頭曲「STAND UP!」
作詞：桜アス恵，作曲、編曲：岡野裕次郎，主唱：Machico
片尾曲「またあした」
作詞：Mitsu，作曲、編曲：內海孝彰，主唱：Machico
為美好的世界獻上祝福！Attack of the Destroyer
由MAGES.開發的彈幕射擊遊戲ADV，預定2017年9月7日於PlayStation 4與PlayStation Vita發售。
玩家可在上面使用和真、惠惠、達克妮絲、阿克婭、克莉絲和芸芸來遊玩關卡。
為美好的世界獻上祝福！～為欲望的衣裝獻上寵愛～
由MAGES.開發的讓女孩穿上各種衣服ADV，預定2020年9月24日於Nintendo Switch與PlayStation 4發售。
片頭曲「It's so fine!」
作詞：渡部紫緒，作曲、編曲：持田裕輔，主唱：Machico
片尾曲「雨やどり」
作詞、作曲、編曲：佐藤良成，主唱：阿克婭（雨宮天）、惠惠（高橋李依）、達克妮絲（茅野愛衣）、和真（福島潤）

### 手機遊戲
為美好的世界獻上祝福！Fantastic Days
由Sumzap開發，于2020年2月27日在iOS/Android上線的面向日本市场的手機RPG。该款手游的角色以Live2D呈現並搭載全語音，官方簡稱「KonoFan」。
2020年6月26日，WonderPlanet宣布签下了该手游繁體中文版本的發行及營運协议，并於2020年9月16日正式上線，其繁中版官方簡稱「美好世界FD」。
2020年11月，NEXON宣布签下了该款手游的全球发行协议提供 8 種語言（日本、中国大陆及港澳台除外），于2021年8月19日在iOS/Android平台上線。
2022年9月30日，WonderPlanet宣布繁體中文版本「美好世界FD」將於2022年11月30日停止營運，然而其他地區依然正常營運。
國際版於2023年6月1日由 Nexon 轉交給 SESISOFT 經營，玩家資料也會一併轉移到新的營運商。
主題曲「Happy Magic」
作詞、作曲、編曲：佐藤厚仁（Dream Monster），主唱：Machico
插曲「Bright Show」
作詞：，作曲、編曲：睦月周平，主唱：阿克塞爾之心［莉亞（河瀨茉希）、榭蘿（礒部花凜）、艾莉卡（成海瑠奈）］
插曲「Dear Tomorrow」
作詞：，作曲、編曲：馬渕直純，主唱：阿克塞爾之心［莉亞（河瀨茉希）、榭蘿（礒部花凜）、艾莉卡（成海瑠奈）］
第1部片尾曲「わが人生最良の日」
作詞、作曲、編曲：佐藤良成，主唱：阿克婭（雨宮天）、惠惠（高橋李依）、達克妮絲（茅野愛衣）、和真（福島潤）

### 合作活動
2017年11月10日與WonderPlanet旗下手機遊戲《Crash Fever》合作活動開始；於2018年9月7日合作活動第2彈盛大舉辦
2018年10月2日與熱門手遊《神魔之塔》聯名合作，推出為時一個月的系列活動。
與《白貓Project》日服聯名合作

## 評價
發表動畫化前的2015年5月，本作發行量已達到40萬本；到動畫化後的2016年2月，發行量增加3倍、達到150萬本。在寶島社2016年主辦的《這本輕小說真厲害！2017》，獲得文庫部門第9名、男性角色第８名（和真）和女性角色第３名（惠惠）。目前銷量已突破900萬冊。2019年BookLive讀者票選異世界漫畫第5名。改編漫畫在2024「BookLive!讀者票選」的「讀者票選推薦最佳100部異世界漫畫」的排行榜中，位居少年漫畫·青年漫畫的第18名。
角川Sneaker文庫編輯長表示：「初讀時覺得是現代版《秀逗魔導士》，世界觀設定、角色構成描寫和喜劇部分都很優秀」、「和最近的主流（主打性感）不同，所以才讓讀者覺得新奇」。動畫特攝研究家冰川龍介在《神奈川新聞》評論第1季動畫版為「讓人淨化一天的疲勞，以好心情收尾的深夜動畫」、「在連續的爆笑中也有逼近人生本質的部分，值得玩味的作品」。

## 註解
1. ↑  天闻角川翻译为“晓枣”
2. ↑  天闻角川翻译为“三岛黑音”
3. 1 2 3 4 5 6  《為美好的世界獻上祝福！》第8卷
4. 1 2 3 4 5 6 7 8 9 10  《為美好的世界獻上祝福！》第10卷
5. 1 2 3 4 5 6 7  外傳《找面具惡魔指點迷津！》
6. 1 2 3 4 5 6 7 8 9 10 11 12 13 14 15  《為美好的世界獻上祝福！》第1卷
7. 1 2 3 4 5 6 7 8 9 10  《為美好的世界獻上祝福！》第2卷
8. 1 2 3 4 5 6  《為美好的世界獻上祝福！》第6卷
9. 1 2 3 4 5  《為美好的世界獻上祝福！》第7卷
10. ↑  外傳《續·為美好的世界獻上爆焰！》
11. 1 2  《為美好的世界獻上祝福！》第14卷
12. 1 2 3 4 5 6 7 8 9  《為美好的世界獻上祝福！》第4卷
13. 1 2 3 4 5 6 7  《為美好的世界獻上祝福！》第9卷特典《艺术就是爆裂》
14. 1 2 3 4 5 6 7  《為美好的世界獻上祝福！》第5卷
15. ↑  《為美好的世界獻上祝福！》第7卷特典
16. ↑  《為美好的世界獻上祝福！》第3卷
17. 1 2  《為美好的世界獻上祝福！》第9卷特典
18. 1 2 3 4  外傳《為美好的世界獻上爆焰！》第1卷
19. ↑  戲仿《幸運女神》
20. ↑  戲仿《中二病也想談戀愛！》
21. ↑  戲仿《召喚惡魔》
22. ↑  戲仿《夜櫻四重奏》
23. ↑  戲仿《爆走兄弟》
24. ↑  戲仿《六花的勇者》

## 外部連結
- 作者部落格 （页面存档备份，存于）（日語）

小說
- 文庫版官方網站 （页面存档备份，存于） （日語）
- - 本作的外傳：和真轉生的一年前，還在紅魔里的惠惠和芸芸的故事。（日語）

遊戲
- MAGES.遊戲第1作官方網站 （页面存档备份，存于） （日語）
- ENTERGRAM遊戲官方網站 （页面存档备份，存于） （日語）
  - ENTERGRAM遊戲Plus版官方網站 （页面存档备份，存于） （日語）
- 手遊官方網站 （页面存档备份，存于） （日語）
  - 手機遊戲「為美好的世界獻上祝福！Fantastic Days」的X（前Twitter）
- MAGES.遊戲第2作官方網站 （页面存档备份，存于） （日語）